# Hemingway (crater)
Hemingway este un crater pe planeta Mercur. Există un petic de material foarte întunecat situat în apropierea centrului său. Culoarea închisă se datorează probabil rocilor care au o compoziție mineralogică diferită de cea a suprafeței înconjurătoare.
Numele craterului a fost adoptat de Uniunea Astronomică Internațională (UAI) în 2009. A primit numele scriitorului american Ernest Hemingway.

## Crater interior întunecat
Craterul întunecat din apropierea centrului craterului Hemingway este cu adevărat negru și, datorită suprapunerii sale peste celelalte structuri din crater, este o formațiune tânără.

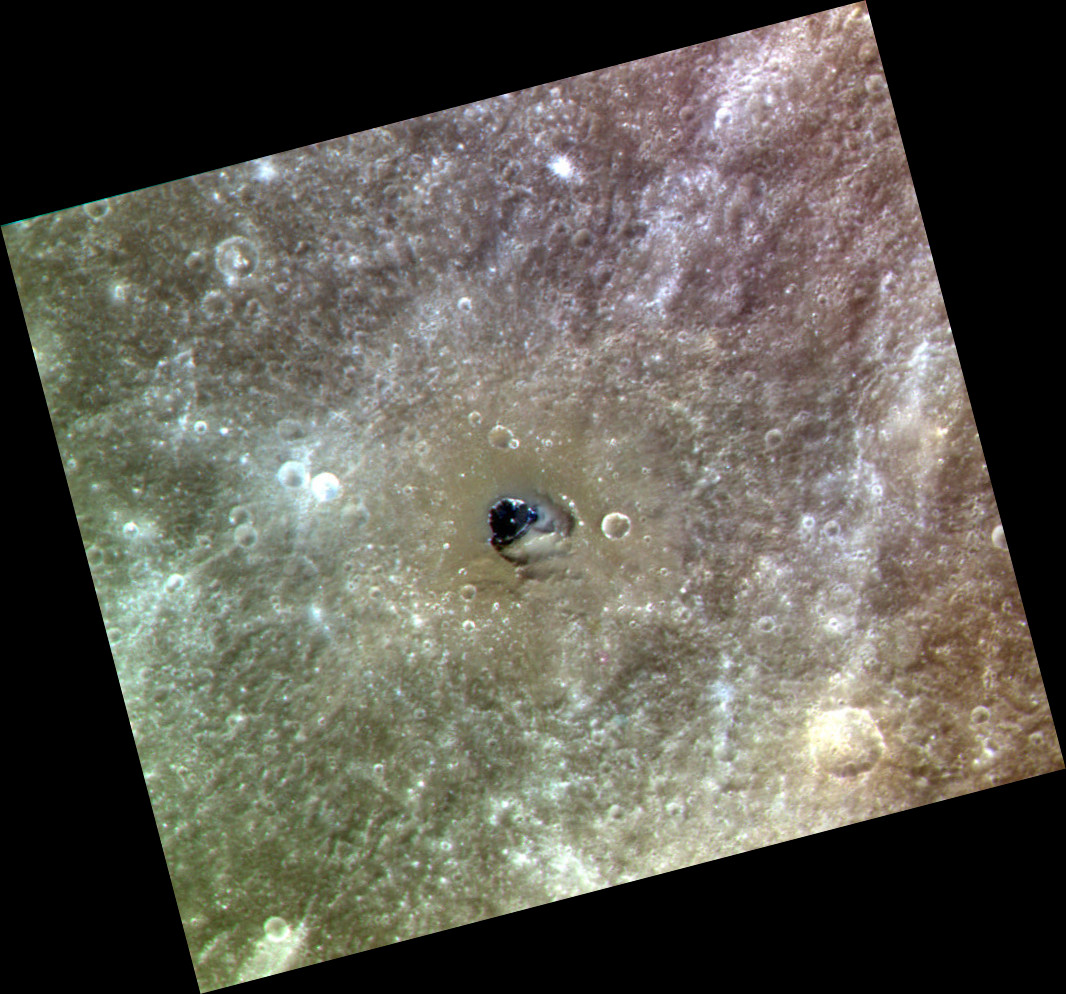
Vedere aproximativă a culorilor
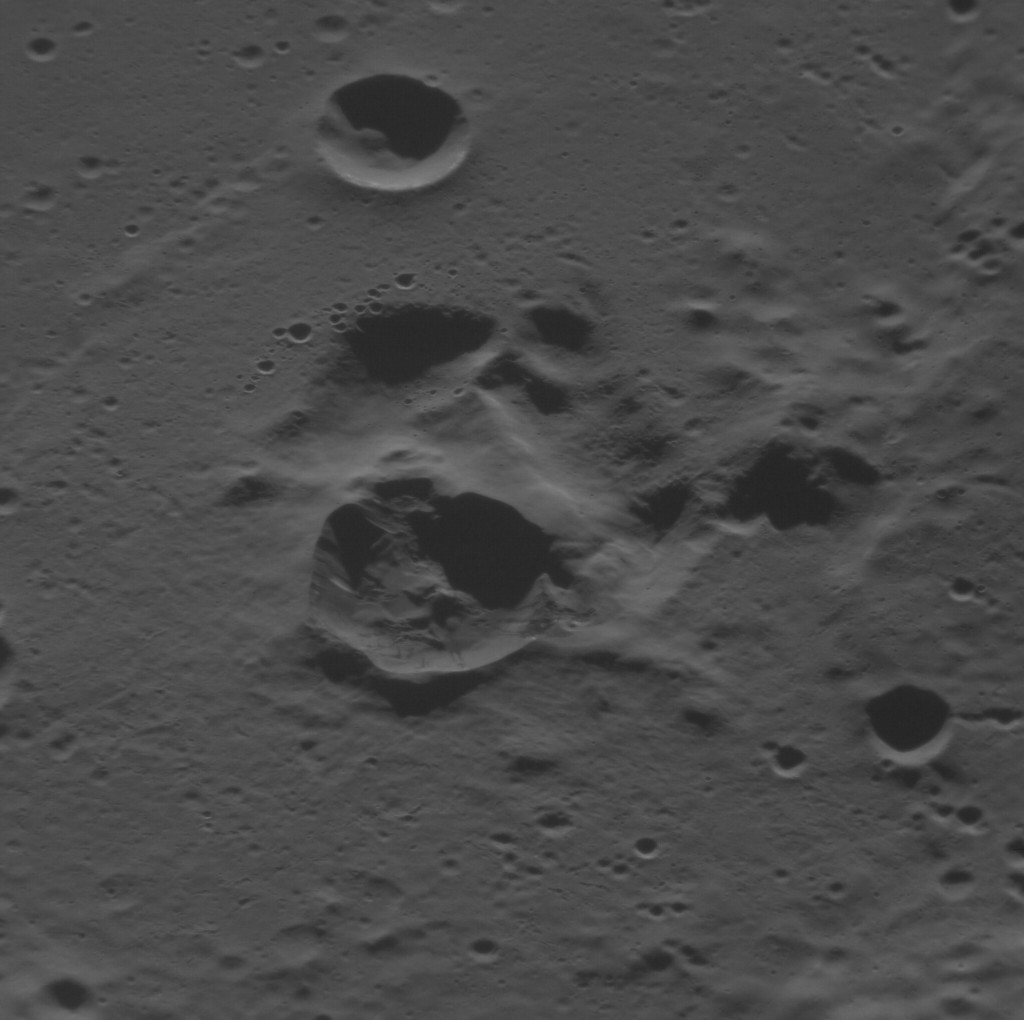
Vedere oblică orientată spre est, cu craterul interior întunecat aproape de centru, care arată că craterul întunecat este adiacent unei depresiuni complexe
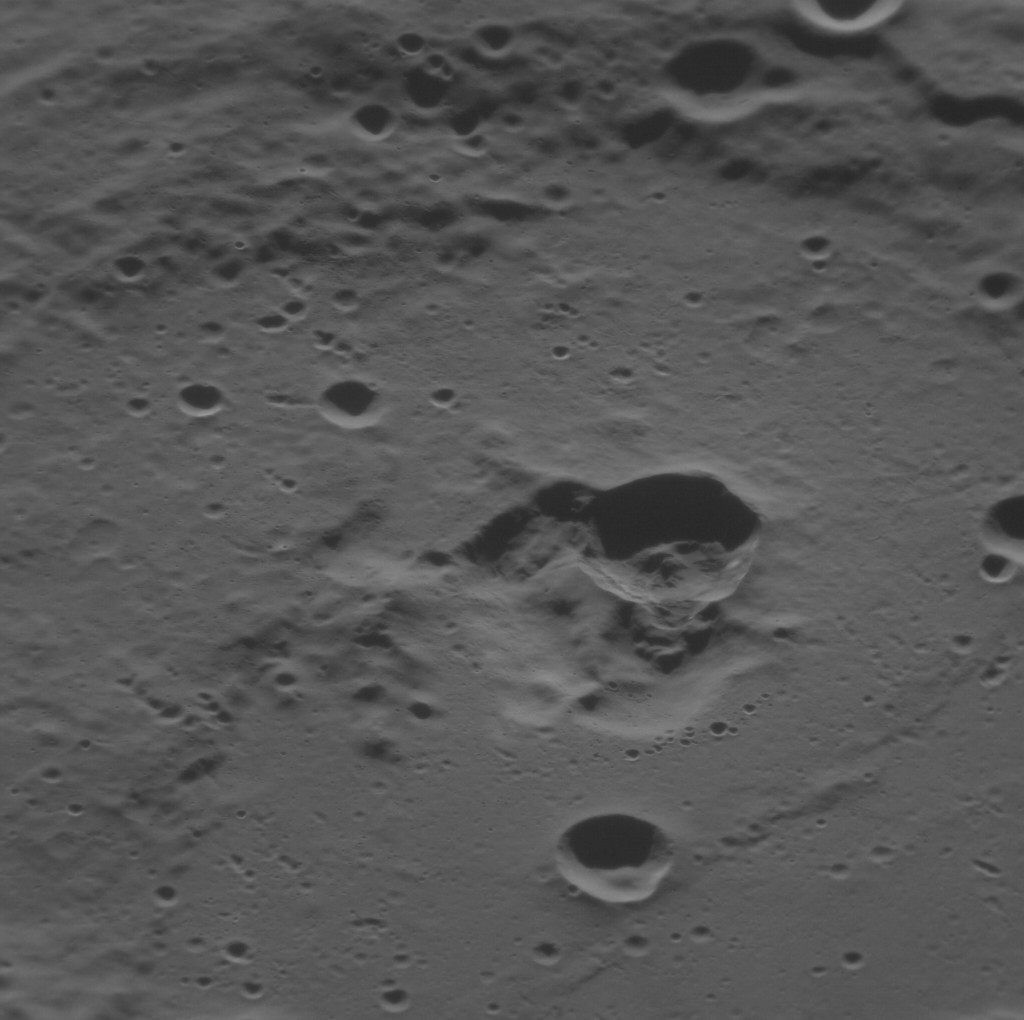
Vedere oblică orientată spre vest, cu craterul interior întunecat aproape de centru